# Mollinedia pfitzeriana
Mollinedia pfitzeriana är en tvåhjärtbladig växtart som beskrevs av Janet Russell Perkins. Mollinedia pfitzeriana ingår i släktet Mollinedia och familjen Monimiaceae. Inga underarter finns listade i Catalogue of Life.